# Angie Harmon
Angie Harmon, nom amb què es coneix Angela Michelle Harmon (Dallas, Texas, 10 d'agost de 1972) és una actriu de cinema i televisió estatunidenca.
Estigué casada amb Jason Sehorn, amb el que té tres filles. El novembre de 2014 van anunciar la seva separació, i es van divorciar el 2016. El 25 de desembre de 2019 es va comprometre amb l'actor i model Greg Vaughan, també divorciat i pare de tres fills.
Harmon és republicana, i va donar suport al President George W. Bush el 2004 i més tard a la candidatura presidencial de John McCain el 2008. Es considera a si mateixa una cristiana devota i ha recalcat la importància que té la pregària en la seva vida diària.

## Filmografia
- Baywatch Nights (1995-1997)
- Innocència rebel (Lawn Dogs) (1997)
- Law & Order (1998-2001)
- Consellera matrimonial (Good Advice) (2001)
- Superagent Cody Banks (Agent Cody Banks) (2003)
- Dick i Jane: Lladres de riure (Fun with Dick and Jane) (2005)
- End Game (2006)
- Seraphim Falls, en català Enfrontats (2006)
- Rizzoli & Isles (2010-present)